# Lexington (Teksas)
Lexington – miasto w Stanach Zjednoczonych, w stanie Teksas, w hrabstwie Lee.